# رونکاده
رونکاده (به ایتالیایی: Roncade) یک کومونه در ایتالیا است که در استان ترویزو واقع شده‌است.

## خصوصیات
رونکاده ۶۲٫۰ کیلومترمربع مساحت و ۱۲٬۷۳۸ نفر جمعیت دارد.